# Levaré
Levaré és un municipi francès situat al departament de Mayenne i a la regió de País del Loira. L'any 2007 tenia 310 habitants.

## Demografia

### Població
El 2007 la població de fet de Levaré era de 310 persones. Hi havia 132 famílies de les quals 36 eren unipersonals (20 homes vivint sols i 16 dones vivint soles), 48 parelles sense fills, 40 parelles amb fills i 8 famílies monoparentals amb fills.
La població ha evolucionat segons el següent gràfic:
Habitants censats

### Habitatges
El 2007 hi havia 172 habitatges, 134 eren l'habitatge principal de la família, 23 eren segones residències i 15 estaven desocupats. 166 eren cases i 4 eren apartaments. Dels 134 habitatges principals, 105 estaven ocupats pels seus propietaris i 29 estaven llogats i ocupats pels llogaters; 2 tenien una cambra, 6 en tenien dues, 23 en tenien tres, 37 en tenien quatre i 66 en tenien cinc o més. 97 habitatges disposaven pel capbaix d'una plaça de pàrquing. A 68 habitatges hi havia un automòbil i a 56 n'hi havia dos o més.

### Piràmide de població
La piràmide de població per edats i sexe el 2009 era:
| Homes | Edats   | Dones |
| ----- | ------- | ----- |
| 0     | 95 o +  | 0     |
| 0     | 90 a 94 | 0     |
| 0     | 85 a 89 | 4     |
| 0     | 80 a 84 | 12    |
| 8     | 75 a 79 | 12    |
| 12    | 70 a 74 | 16    |
| 16    | 65 a 69 | 12    |
| 20    | 60 a 64 | 12    |
| 0     | 55 a 59 | 20    |
| 8     | 50 a 54 | 12    |
| 4     | 45 a 49 | 0     |
| 20    | 40 a 44 | 8     |
| 20    | 35 a 39 | 12    |
| 4     | 30 a 34 | 12    |
| 8     | 25 a 29 | 0     |
| 4     | 20 a 24 | 4     |
| 20    | 15 a 19 | 8     |
| 8     | 10 a 14 | 8     |
| 16    | 5 a 9   | 12    |
| 12    | 0 a 4   | 8     |

## Economia
El 2007 la població en edat de treballar era de 174 persones, 129 eren actives i 45 eren inactives. De les 129 persones actives 124 estaven ocupades (71 homes i 53 dones) i 5 estaven aturades (2 homes i 3 dones). De les 45 persones inactives 21 estaven jubilades, 13 estaven estudiant i 11 estaven classificades com a «altres inactius».

### Ingressos
El 2009 a Levaré hi havia 134 unitats fiscals que integraven 336 persones, la mediana anual d'ingressos fiscals per persona era de 14.576 €.

### Activitats econòmiques
Dels 7 establiments que hi havia el 2007, 1 era d'una empresa alimentària, 2 d'empreses de fabricació d'altres productes industrials, 1 d'una empresa de construcció, 1 d'una empresa d'hostatgeria i restauració i 2 d'empreses de serveis.
Dels 2 establiments de servei als particulars que hi havia el 2009, 1 era un electricista i 1 restaurant.
L'únic establiment comercial que hi havia el 2009 era una fleca.
L'any 2000 a Levaré hi havia 40 explotacions agrícoles que ocupaven un total de 1.000 hectàrees.

## Equipaments sanitaris i escolars
El 2009 hi havia una escola elemental.

## Poblacions més properes
El següent diagrama mostra les poblacions més properes.